# Miguel Ángel Nadal
Miguel Ángel Nadal Homar (ur. 28 lipca 1966 roku w Manacor) – były hiszpański piłkarz grający na pozycji obrońcy. 

## Kariera
Przez lata gracz FC Barcelona, piłkarską karierę rozpoczynał oraz kończył w RCD Mallorca. 62-krotny reprezentant Hiszpanii, uczestnik Mundialu 1994, Euro 1996, Mundialu 1998 i Mundialu 2002. Członkiem jego rodziny jest tenisista Rafael Nadal. We wrześniu 2011 roku objął posadę trenera RCD Mallorca. Na stanowisku tym zastąpił Duńczyka Michaela Laudrupa